# Loi du talion
« Œil pour œil, dent pour dent » redirige ici. Pour le film de Miguel Iglesias, voir Œil pour œil, dent pour dent (film).

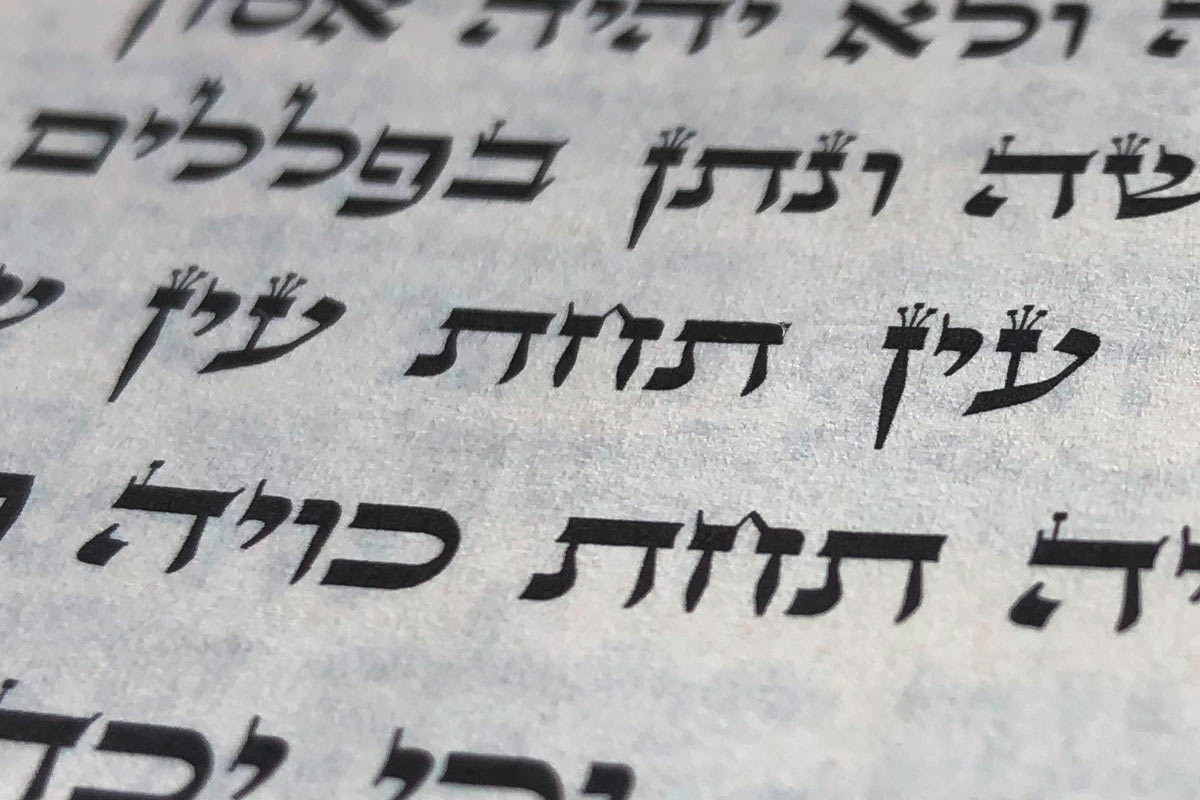
Un œil pour un œil dans la Torah.

Œil pour œil (עין תּחת עין, ayin tahat ayin) est une règle de droit présente dans le Code de l'Alliance :
« [...] tu donneras vie pour vie, œil pour œil, dent pour dent, main pour main, pied pour pied, brûlure pour brûlure, blessure pour blessure, meurtrissure pour meurtrissure ».
Selon la majorité des avis rabbiniques et historiques-critiques, ce principe juridique exige, pour toutes les atteintes fautives à l'intégrité corporelle, une indemnisation appropriée de la part du coupable, afin d'interdire la vendetta, de la remplacer par un principe de proportionnalité du délit et de la peine et d'établir une égalité devant la loi pour les hommes et les femmes, les pauvres et les riches.
Dans l'histoire du christianisme, ce principe juridique a souvent été appelé loi du talion (du latin talio, représailles). Dans le « sermon sur la montagne », Jésus dit à son auditoire  : « Vous avez appris qu’il a été dit : œil pour œil, et dent pour dent. Mais moi, je vous dis de ne pas résister au méchant. Si quelqu’un te frappe sur la joue droite, présente-lui aussi l’autre » (Matthieu 5:43-47). 
Ces différentes conceptions ont influencé l'histoire de la religion et du droit.

## Origine

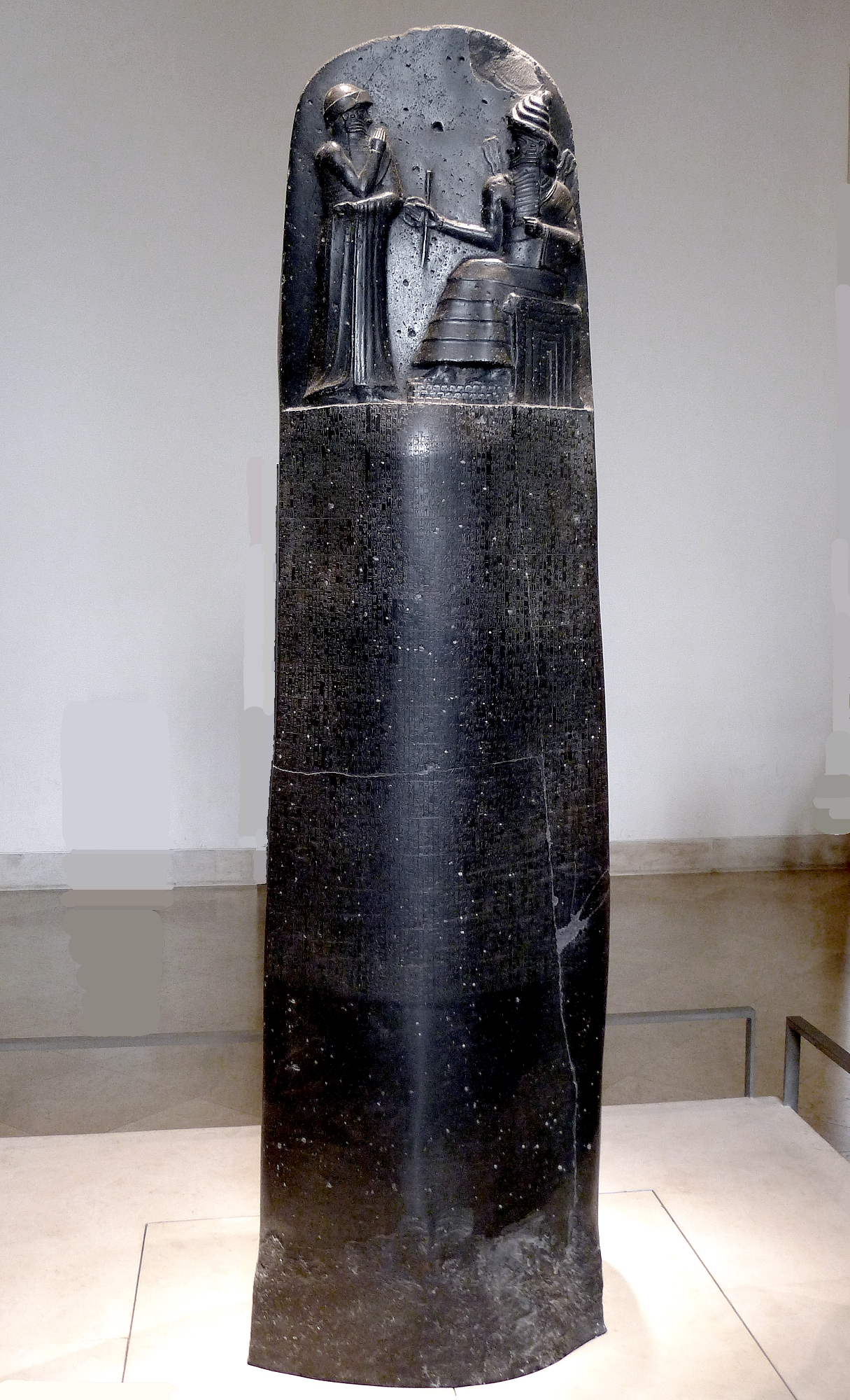
La stèle du Code de Hammurabi sur laquelle est gravé le Code du même nom.

Les premiers signes de la loi du talion se trouvent dans le Code de Hammurabi, en 1750 avant notre ère, dans le royaume de Babylone. Cette loi permet d’éviter que les personnes fassent justice elles-mêmes et introduit un début d’ordre dans la société en ce qui concerne le traitement des crimes. Le Code d’Hammurabi se présente sous la forme d’une liste de plus de deux cents jurisprudences et nombre d’entre elles sont empreintes de cette juste réciprocité du crime et de la peine. Comme dans les jurisprudences 229, 230 et 231 où si l'effondrement d'une maison tue, respectivement, le propriétaire, le fils ou l’esclave du propriétaire, c’est le constructeur de la maison qui doit être condamné à mort dans le premier cas, le fils du constructeur dans le second et dans le dernier cas, le prix de l’esclave doit être versé au propriétaire.
On retrouve la référence à Œil pour œil, dent pour dent dans deux jurisprudences du Code d’Hammurabi, les 196 et 200.
On en trouve aussi plusieurs exemples dans l’Iliade et l’Odyssée. On lit chez Eschyle (Choéphores, 313) : « Qu’un coup meurtrier soit puni d’un coup meurtrier ; au coupable le châtiment. » Platon (Lois, X, 872 de), à propos du parricide, fait usage de l’argument d’autorité et d’antiquité, et il mêle autant la justice humaine que la Providence et la loi de la réincarnation des âmes : 
« Voici donc la doctrine dont l’exposé précis remonte aux prêtres de l’Antiquité. La Justice, nous est-il enseigné, vengeresse toujours en éveil du sang familial, a recours à la loi dont nous avons parlé tout à l’heure, et elle a, dit-on, établi la nécessité, pour qui a commis quelque forfait de ce genre, de subir à son tour le forfait même qu’il a commis : a-t-on fait périr son père ? un jour viendra où soi-même on devra se résigner à subir par violence un sort identique de la part de ses enfants ; est-ce sa mère que l’on a tuée ? il est fatal qu’on renaisse soi-même en participant à la forme féminine et que, cela fait, on quitte la vie en un temps ultérieur sous les coups de ceux que l’on a mis au monde ; c’est que, de la souillure qui a contaminé le sang commun aux uns et aux autres, il n’y a point d’autre purification… »
Il se peut que la loi du talion entende lutter contre une escalade de la violence individuelle en limitant celle-ci au niveau de la violence subie. La notion contemporaine de légitime défense procède du même esprit en exigeant que toute riposte soit proportionnée à l’attaque.
Un flou d’interprétation peut subsister quant au juste niveau de la riposte, mais les textes religieux du judaïsme, du christianisme et de l'islam précisent clairement que la loi du talion représente le maximum autorisé de la riposte, en allant jusqu'à encourager autant que possible le pardon (cf. infra). En dehors de toute considération religieuse, une vengeance disproportionnée à l'acte subi risquerait d'aggraver la situation en la faisant dégénérer en conflit encore plus violent ou étendu. Certaines interprétations[réf. nécessaire] présentent la loi du talion comme la riposte adéquate, ce qui peut déjà conduire à des violences et contre-violences n’ayant jamais de fin.
Considérée dans ce dernier cas comme barbare, injuste, et de toute façon contraire aux intérêts de l’ordre public, elle est remplacée pour certains crimes par des amendes pécuniaires ou des peines d’emprisonnement, que l’on peut considérer comme les premières peines alternatives.
Elles ne satisfont pas pour autant forcément la victime, et on peut sans doute repenser à la sagesse du pionnier Daniel Boone qui, élu juge par ses concitoyens, prononçait au contraire des peines de réparation, centrées sur la victime et non sur le malfaiteur. Ainsi, celui qui avait blessé un cheval se voyait condamné à tirer la charrue à sa place jusqu’à ce que la bête en soit de nouveau capable.
En anglais courant, on retrouve le même principe dans le terme retaliation qui exprime bien le même sentiment de riposte, et qui partage la même origine.

## Dans la religion

### Dans lejudaïsme

#### Dans laTorah
La formule « œil pour œil, dent pour dent » revient trois fois dans le Pentateuque :

« Mais si malheur arrive, tu paieras vie pour vie, œil pour œil, dent pour dent, main pour main, pied pour pied, brûlure pour brûlure, blessure pour blessure, meurtrissure pour meurtrissure. »

— Exode 21,23-25

« Si un homme frappe à mort un être humain, quel qu’il soit, il sera mis à mort. S’il frappe à mort un animal, il le remplacera — vie pour vie. Si un homme provoque une infirmité chez un compatriote, on lui fera ce qu’il a fait : fracture pour fracture, œil pour œil, dent pour dent ; on provoquera chez lui la même infirmité qu’il a provoquée chez l’autre. Qui frappe un animal doit rembourser ; qui frappe un homme est mis à mort. Vous aurez une seule législation : la même pour l’émigré et pour l’indigène. »

— Lévitique, 24,17-22

« Ton œil sera sans pitié : vie pour vie, œil pour œil, dent pour dent, main pour main, pied pour pied. »

— Deutéronome, 19,21
À quoi s'ajoute :

« Si quelqu'un verse le sang de l'homme, par l'homme son sang sera versé. »

— Genèse IX:6
Mais contrairement aux codes légaux en vigueur à cette époque au Proche-Orient, dont le Code d’Hammourabi, la Torah indique clairement que :

« les pères ne seront pas mis à mort pour les fils et les fils ne seront pas mis à mort pour les pères : chacun sera mis à mort pour son propre péché. »

— Deutéronome, 24,16
Divers passages de la Torah prônent par ailleurs, une morale de dépassement quand la réconciliation est possible :

« Tu ne te vengeras pas, ni ne garderas rancune aux enfants de ton peuple, mais tu aimeras ton prochain comme toi-même. Je suis l’Éternel. »

— Lévitique, 19,18

« Ne dis pas : Comme il m’a traité, je le traiterai, je rends à chacun selon ses œuvres. »

— Proverbes, 24,29

#### Dans leTalmud
Cette règle indique la nécessité d’une équivalence compensatrice dans le châtiment. Le Talmud dans l’ordre Nézikin, traité Baba Kama, fait valoir l’idée que les versets Exode 21, 23-25 ; Lévitique, 24,17-22 et Deutéronome, 19,21 précités ne sauraient être pris à la lettre étant donné qu’il est impossible de déterminer si, par exemple, les conséquences de la perte d’un œil par une personne équivaudront aux conséquences de la perte d’un œil pour une autre.
Le principe général retenu par la Loi Juive pour tout dommage physique reçu est le paiement de dédommagements pour :
- Nezek, la valeur de l’incapacité physique permanente mesurée en termes de manque à gagner professionnel ;
- Shevet, la perte de revenu pendant la récupération de la blessure subie ;
- Tzaar, le prix de la douleur ;
- Ripouy, le coût des frais médicaux ;
- Boshet, la honte infligée.

La valeur exacte de ces dédommagements doit être jugée au cas par cas par un tribunal rabbinique.
Le judaïsme rabbinique ne retient ainsi de la loi du talion que l’idée de juste compensation financière, sauf pour les crimes capitaux en vertu du principe que la vie humaine n’a pas de prix et ne peut donc pas être compensée financièrement.

### Dans le christianisme
Jésus  déclare dans l'évangile selon Matthieu (5:38-42 :

« Vous avez appris qu’il a été dit : « œil pour œil et dent pour dent ». Et moi, je vous dis de ne pas résister au méchant. Au contraire, si quelqu’un te gifle sur la joue droite, tends-lui aussi l’autre. À qui veut te mener devant le juge pour prendre ta tunique, laisse aussi ton manteau. Si quelqu’un te force à faire mille pas, fais-en deux mille avec lui. À qui te demande, donne ; à qui veut t’emprunter, ne tourne pas le dos.2 »

Ce passage a suscité deux grandes écoles d'interprétation. La première école est celle des pacifistes radicaux (par exemple, Érasme), qui interprètent la parole de Jésus comme une opposition à la loi du talion. La deuxième école est celle des contextualistes (par exemple Augustin et Thomas d'Aquin) qui prennent en compte le contexte du discours et affirment que Jésus n'est pas venu abolir la loi de Moïse, mais l'accomplir (Mt 5, 17), et que sa parole n'est pas à comprendre en opposition à la loi du talion, mais en approfondissement par rapport à celle-ci. Selon cette deuxième école, tendre l'autre joue ne signifie pas ne pas réagir, mais se mettre, au moment de réagir, dans une disposition de cœur qui consiste à ne pas agir pour son propre intérêt.

### Dans l'islam
Chez les Arabes, dont les coutumes se rapprochent beaucoup de celles des anciens Hébreux, il était en vigueur jusqu'aux années 1910 dans toute l’étendue du désert, et depuis les rives du Nil jusqu’au Sennaar. Le tha’r a longtemps été regardé chez ces peuples comme un droit et comme un devoir rigoureux. Un proverbe arabe dit : « Le feu de l’enfer devrait-il être mon lot, je n’abandonnerais pas le tha’r. » En vertu de cette coutume générale chez les tribus nomades, le sang du père doit être vengé par le fils, du frère par le frère, ou, à leur défaut, par les autres plus proches parents. Cf. II Sam. (II Reg.), xiv, 7. Celui qui manquait à ce devoir rigoureux aurait été l’objet du mépris public et répudié de tous les siens. 
Le Coran s’exprime ainsi :

« Ô les croyants ! On vous a prescrit le talion au sujet des tués : homme libre pour homme libre, esclave pour esclave, femme pour femme. Mais celui à qui son frère aura pardonné en quelque façon doit faire face à une requête convenable et doit payer des dommages de bonne grâce. Ceci est un allègement de la part de votre Seigneur et une miséricorde. Donc, quiconque après cela transgresse, aura un châtiment douloureux. »

— Sourate II, verset 178

« C'est dans le talion que vous aurez la préservation de la vie, ô vous doués d’intelligence, ainsi atteindrez-vous la piété. »

— Sourate II, verset  179

« Nous avons fait descendre la Torah dans laquelle il y a guide et lumière. C’est sur sa base que les prophètes qui se sont soumis à Allah, ainsi que les rabbins et les docteurs jugent les affaires des Juifs. Car on leur a confié la garde du Livre d’Allah, et ils en sont les témoins. Ne craignez donc pas les gens, mais craignez Moi. Et ne vendez pas Mes enseignements à vil prix. Et ceux qui ne jugent pas d’après ce qu’Allah a fait descendre, les voilà les mécréants. »

« Et Nous y avons prescrit pour eux vie pour vie, œil pour œil, nez pour nez, oreille pour oreille, dent pour dent.  Les blessures tombent sous la loi du talion.  Après, quiconque y renonce par charité, cela lui vaudra une expiation.  Et ceux qui ne jugent pas d’après ce qu’Allah a fait descendre, ceux-là sont des injustes. »

— Sourate V, verset 44-45

« Âme pour âme, œil pour œil, nez pour nez, oreille pour oreille, dent pour dent, le talion pour les blessures. »

— Sourate V, verset 45
Le droit musulman — le fiqh — établit quatre conditions pour que la peine de mort pour le meurtrier soit applicable :
- Que la peine de mort soit réclamée par les familles des victimes : Les juristes musulmans se basent sur une tradition prophétique (hadith) du Prophète Mahomet : « Celui dont (un proche) a été tué, ou celui qui a été blessé, a le choix entre trois possibilités : soit il demande la loi du talion, soit il pardonne, soit il prend le dédommagement financier ».

- Qu'il y ait des preuves irréfutables de la culpabilité : En effet, une simple présomption est rejetée par les juristes ou la présence d'indices réels mais insuffisants. Les juristes musulmans établissent la règle suivante : « Les peines et le talion sont caducs dès qu'un doute est présent ».

- Qu'il soit prouvé qu'il y avait intention de tuer : L'homicide involontaire ou les coups et blessures ayant entraîné la mort sans intention de la donner ne sont pas sujet à la peine capitale en Islam.

- Qu'il n'y ait pas présence de circonstances atténuantes : Le droit musulman rend caduque l'application de la peine capitale s'il y a présence de circonstances atténuantes malgré la présence des trois conditions précédentes. Ainsi en est-il du cas de légitime défense.

## De nos jours
Le droit moderne occidental n’applique plus la loi du talion en matière criminelle : ainsi, l'article 2 de la Convention européenne des droits de l'homme ne permet le recours à la force, que lorsqu'elle est absolument nécessaire. La loi du talion est considérée comme relevant plus de la vengeance privée que de la justice. En principe, les peines prononcées aujourd’hui servent à punir le coupable, mais elles sont doublées d’une volonté de préparer le condamné à sa réinsertion dans la société après une période de réadaptation. Parallèlement, en matière civile, le concept de dommages-intérêts constitue la réparation financière, à laquelle peut prétendre la personne ayant subi un préjudice moral et/ou une atteinte dans son patrimoine (préjudice matériel).
On peut toutefois la rencontrer dans certains États appliquant le droit islamique, comme au Nigeria, où la restauration dans les États du nord de la charia a vu l'introduction d'une loi du talion en matière de blessures ou d'homicide, avec faculté pour la victime ou ses héritiers d'y renoncer, au profit d'une indemnité financière.

### Loi du talion et la peine de mort
La Loi du talion est utilisée comme argument par des partisans de la peine de mort, partageant l’idée de Joseph de Maistre, qui considère qu’une personne qui a tué mérite la mort, seule peine équitable. Le point de vue opposé a été largement défendu par Beccaria et Victor Hugo (« Que dit la loi ? Tu ne tueras pas ! Comment le dit-elle ? En tuant ! »).
Dans l'arrêt Vinter et autres contre Royaume-Uni du 9 juillet 2013, la Cour européenne des droits de l'homme a considéré que les peines de perpétuité réelle obligatoires instituées pour certains crimes par le Royaume-Uni relevaient de la loi du Talion et étaient incompatibles avec l'article 3 de la Convention européenne des droits de l'homme et la jurisprudence de droit pénal international proscrivant les peines disproportionnées.

### Loi du talion et légitime défense
Le concept contemporain de légitime défense, qui doit être proportionnée à l’attaque, peut sembler être un héritage de la Loi du Talion dans son acception limitative.[réf. nécessaire] La légitime défense consiste à se protéger soi-même, protéger autrui, ou un bien de l’attaque d’un tiers.
Toutefois, dans le cadre de la légitime défense, il n’est pas question d’une réponse a posteriori consistant en une vengeance permise et encadrée par la Loi (comme dans le cadre de la Loi du Talion), mais d’un acte préventif visant à protéger la personne, autrui, ou un bien devant une atteinte injustifiée ou illégale.
Code Pénal français, article 122-5 :

« N’est pas pénalement responsable la personne qui, devant une atteinte injustifiée envers elle-même ou autrui, accomplit, dans le même temps, un acte commandé par la nécessité de la légitime défense d’elle-même ou d’autrui, sauf s’il y a disproportion entre les moyens de défense employés et la gravité de l’atteinte.
N’est pas pénalement responsable la personne qui, pour interrompre l’exécution d’un crime ou d’un délit contre un bien, accomplit un acte de défense, autre qu’un homicide volontaire, lorsque cet acte est strictement nécessaire au but poursuivi dès lors que les moyens employés sont proportionnés à la gravité de l’infraction. »

### Loi du talion et théorie des jeux
Il n’y a pas de stratégie optimale dans le problème du Dilemme du prisonnier itéré. Toutefois de nombreuses expérimentations amènent à la conclusion qu’il ne semble pas y avoir de stratégie qui soit systématiquement meilleure que celle, dite Tit for Tat, basée sur la loi du talion, et que si celle-ci est rarement la meilleure, elle se classe systématiquement parmi les meilleures. La plupart des interactions dans une société pouvant se ramener à un jeu à somme non nulle.

## Dans la culture

### Livres

#### Traitant du sujet
- Daniel Defoe, Lex Talionis La loi du Talion ou Moyen juste & infaillible pour arrêter le cours de la cruelle & barbare persécution des protestans de France, imp. Pierre De La Vérité, Londres, 1699
- r.p. Augustin Calmet, Commentaire litteral sur tous les livres de l'Ancien et du Nouveau Testament, Tome 1er, Paris quai des augustins, 1724, 654 pages
- Dictionnaire universel des sciences morale, économique, politique et diplomatique  ou, Bibliothèque de l'homme-d'état et du citoyen, Libraires associés, 1777
- Commentaire sur la loi des douze tables, dedié au premier consul; par le c.en Bouchaud, Tome 2, Imp de le République, Paris, 1803
- Henry Imbert et Frédéric Le Blanc, De la peine de mort dans les sociétés modernes [et la loi du Talion], éd Lecou, Paris, 1852
- Paul Corneil, Christ et la loi: thèse exégétique sur Matthieu, V, 17, mpr. Forestié neveu, 1856
- Jean-Mathieu Mattéi, Histoire du droit de la guerre (1700-1819): Introduction à l’histoire du droit international, Presses universitaires d’Aix-Marseille, 2015,  (ISBN 9782821853195)
- Raphaël Drai, Œil pour œil: le mythe de la loi du talion, Clims, 1986,  (ISBN 9782876120037)

#### Romans et science-fiction
- La Loi du talion est une nouvelle de Gérard Klein incluse dans le recueil de nouvelles éponyme initialement publié en 1973 dans la collection Ailleurs et Demain des Éditions Robert Laffont

### À la télévision

#### Fictions
- Stargate SG-1 : saison 10, épisode 17 : La Loi du talion
- NCIS : Enquêtes spéciales : saison 4, épisode 13 : La Loi du talion
- JAG : saison 4, épisode 15 : La Loi du talion
- Mes tendres années (en), saison 1, épisode 11 :  La Loi du talion
- Body of Proof : saison 3, épisode 5 : La Loi du talion
- Luther : saison 3, épisode 3 : La Loi du talion
- Cobra : Saison 1, épisode 7 :  La Loi du talion
- Teen Wolf : Saison 3, épisode 8 : Œil pour Œil.

### Au cinéma
- Les 7 jours du talion, film québécois de 2011 (adaptation cinématographique du roman du même titre de Patrick Senécal)
- Slevin, film américain de 2006 narrant la vengeance d'un homme sur deux gangs rivaux.
- Cinq cartes à abattre, western américain d'Henry Hathaway, 1968. Des joueurs de carte qui, un soir, ont lynché par pendaison un tricheur, sont à leur tour strangulés les uns après les autres. Le vengeur, un religieux grand lecteur de la Bible, se heurte et se lie à la fois à un justicier, partenaire de la partie de cartes et qui avait tenté d'empêcher le meurtre. À la suite de la panique engendrée dans la ville par quatre assassinats, tous deux seront amenés à secourir le shérif, représentant de la justice légale, auquel aucun des deux n'avait voulu s'adresser, pour faire juger et emprisonner les meurtriers. Toutefois l'information sur les noms des lyncheurs lui ayant été communiquée par le cinquième d'entre eux, le vengeur en vient à assassiner un innocent, qui saura cependant se défendre pour le faire identifier ; ce sans subir la loi du talion par strangulation. L'ayant compris le justicier finira affrontera en duel le vengeur.
- Détour mortel, Téléfilm américain de Stephen King, 2014. Auteur de romans policiers, Tess Thorne connaît un grand succès auprès des personnes âgées. Un jour, alors qu'elle rentre d'une conférence dans le Massachusetts, elle est enlevée par un routier qui la bat, la viole, l'étrangle et la laisse pour morte dans une canalisation parmi les cadavres d'autres victimes. Elle survit et hésite à prévenir la police avant de décider de se faire justice elle-même.

### Musique
- L'auteur compositeur ALI évoque un dicton de la loi du Talion dans le titre B.O[15] (Banlieue Ouest) de Lunatic "on m'a dit "œil pour œil", "dent pour dent[16]", j'ai répondu : "deuil pour deuil et sang pour sang", "âme pour âme". Mais j'ai puisé ma force dans le pardon. Titre disponible dans la deuxième version de l'album Mauvais Œil, Lunatic (2000).
- L'auteur compositeur Nick Cave (and The Bad Seeds) évoque la loi du Talion dans son titre The Mercy Seat, avec la phrase "an eye for an eye, and a tooth for tooth" (œil pour œil, dent pour dent). Cette chanson évoque l'histoire d'un condamné à mort sur le point d'être exécuté sur la chaise électrique.

- Le rappeur Rohff[17] cite la loi du Talion sur le titre "le son c'est la guerre[18]", "Reconnais cette façon de causer, d'oser, de proposer, de me poser, t'exploser, m'imposer, t'insulter et de venger, te faire regretter, la Loi du Talion c'est nous qui l'ont décrété" sorti avec le Maxi[19], le son c'est la guerre, Sayd des Mureaux/Mooch, Hostile Records/EMI[20] 2003)

- Le rappeur Lomepal évoque le Talion dans son titre "Auto-justice". Ainsi, il dit "Si j'pratiquais la loi du Talion, j'aurais déjà tué des gens". Il faut comprendre que Lomepal a subi la méchanceté de beaucoup de gens par le passé. Cependant, il faudrait qu'il soit mort pour que ceux qui lui ont fait du mal meurent à leur tour.
- Le rappeur Booba y fait référence dans le titre Le météore (Ouest Side, 2006) et a par ailleurs nommé un titre Talion (Nero Nemesis, 2015).
- La chanson Fight Fire With Fire du groupe de thrash metal Metallica parle de ce sujet.
- Le rappeur Médine y fait référence dans le titre 11 septembre (2004)
- Le groupe de rap français Bavoog Avers a sorti un titre nommé Talion dans son premier E.P. "pannacotta".
- La chanson Lex Talionis du groupe de black metal Rotting Christ.
- L'album en intégralité du rappeur marocain Moro intitulé Lex Talionis.
- L'artiste peintre et rappeur Profecy y fait référence dans le titre Téflon (Galactik, 2009)
- Le rappeur Kekra y fait référence dans le titre "Booska Kira" "La loi du talion, arme de poing, nous manions".
- Le chanteur congolais Gaz Mawete a une chanson qui a pour titre " La  loi du talion" sortie en 2018
- Le rappeur Yuzmv y fait référence dans le titre Tapion paru en 2022, "Et dans son coeur, j'suis pour la loi du Talion".
- La chanson Sans rancune de Sindy en duo avec La Fouine l'évoque également "On finira tous aveugles avec la loi du talion".
- La chanson Seul amour de Fally Ipupa y fait également référence " oeil pour oeil, dent pour dent, la loi du talion".

### Jeux vidéo
- Le jeu L'Ombre du Mordor sorti en 2014 a pour héros principal Talion, rôdeur du Gondor qui est assassiné ainsi que sa famille par des chefs de guerre Uruks, servant le seigneur des Ténèbres Sauron. Talion est ramené à la vie par un mystérieux spectre qui lui permet d'appliquer la Loi du Talion et de se venger de ses bourreaux.
- Dans le jeu Angry Birds Epic, le prince cochon (d'abord boss récurrent, puis personnage jouable) possède un sort nommé « Loi du Talion » qui permet à son équipe de baisser sa défense au profit de l'attaque.
- Dans le jeu Final Fantasy XIII, un boss, nommé Mastodonte, possède une attaque appelée « Loi du Talion ».
- Dans le jeu League of Legends, un champion se nomme Talon, une de ses répliques courante est « Œil pour œil, dent pour dent », l'expression définissant la loi du talion.